# Епідемія холери в СРСР (1970)
Епідемія холери в СРСР 1970 року — найбільший спалах захворюваністю на холеру в СРСР під час сьомої пандемії, що торкнулася південних регіонів країни.

## Перебіг подій
Перші випадки холери були виявлені в середині липня 1970 року в Батумі Грузинської РСР. 25 липня хвороба була зареєстрована в російській Астрахані, куди імовірно перебралася Каспійським морем з північного Ірану, де холера була виявлена в травні. З Астрахані холера поширилася нагору за течією Волги судами, що везли сільськогосподарську продукцію на пік її збирання. Тоді волзькі судна скидали каналізаційні стоки у річку. Ще наприкінці липня захворювання було виявлено у Волгоградській та Саратовській областях Російської РСФР. У серпні холера була виявлена в Куйбишевській, Нижегородській та Пермській областях, у каспійських портах Дагестанської АРСР РРСФР, Азербайджанської РСР, Казахстанської та Туркменської РСР . За літо в Астраханській області офіційно було зареєстровано 1270 хворих, 35 з яких померли. В Астраханській області епідемія закінчилася у жовтні, на той час виявили 2390 заражених холерою. В інших регіонах Надволжя та Каспійського регіону спалахи припинилися в серпні або вересні, кількість хворих у кожному регіоні обчислювалася одиницями або десятками.
В Одесі перший випадок холери був виявлений у сторожа, який помер 3 серпня 1970 року. Наступної ночі в місті було розгорнуто штаб і почалися протиепідемічні заходи. У перші дні туристи, що приїхали на море, масово виїжджали з міста, 6 серпня Одеса була закрита на карантин, що забезпечувався 5 тисячами солдатів. Ще один сторож 7 серпня став першою жертвою холери в Керчі. 10 серпня Керч, де перебували 130 тисяч мешканців та 30 тисяч приїжджих, закрили на карантин. В'їзд до Криму для туристів був закритий, які вже перебували на півострові вивозили. У Криму карантином займалося 9400 військових. Для обсервації були використані судна та поїзди. Приїжджі, що потрапили на карантин, порушуючи інструкції, масово намагалися залишити порушену зону. Випадки втеч скоротилися після прийняття 23 серпня розпорядження Ради міністрів СРСР, де для громадян, що потрапили на карантин продовжували відрядження та відпустки зі збереженням зарплати на час протиепідемічних заходів. Радянські ЗМІ довгий час не публікували жодних повідомлень про спалахи холери, про них почали писати лише після спаду захворюваності. У вересні карантини в Одесі та Керчі було знято. В Одесі до 9 вересня офіційно було виявлено 126 хворих, 7 із яких померли; в Керчі до 26 вересня було виявлено 158 випадків холери.
На тлі цих подій Володимир Висоцький 1970 року написав вірш «Холера». Під час епідемії розвивається сюжет фільму Валерія Тодоровського 2019 року «Одеса».